# Plebiscito nacional de Chile de 1980
El plebiscito nacional de 1980 fue un referéndum realizado en Chile el jueves 11 de septiembre de 1980, para aprobar o rechazar la Constitución Política de 1980 elaborada por la dictadura militar encabezada por el general Augusto Pinochet. 
El resultado oficial fue de 4 204 879 votos para la opción «Sí» (67.04 %) y 1 893 420 votos para la opción «No» (30.19 %), por lo que el texto constitucional fue aprobado y entró en vigencia el 11 de marzo de 1981. Además de reemplazar a la Constitución de 1925, el resultado del plebiscito permitió a Pinochet asumir como presidente de Chile, cargo en el que se mantendría hasta el 11 de marzo de 1990.
Las deficiencias en el proceso eleccionario como la falta de registros electorales y la censura a opositores del régimen, más numerosas acusaciones de fraude, han generado permanentes cuestionamientos a la legitimidad del resultado, y por lo tanto del origen que posee el propio texto constitucional.

## Antecedentes

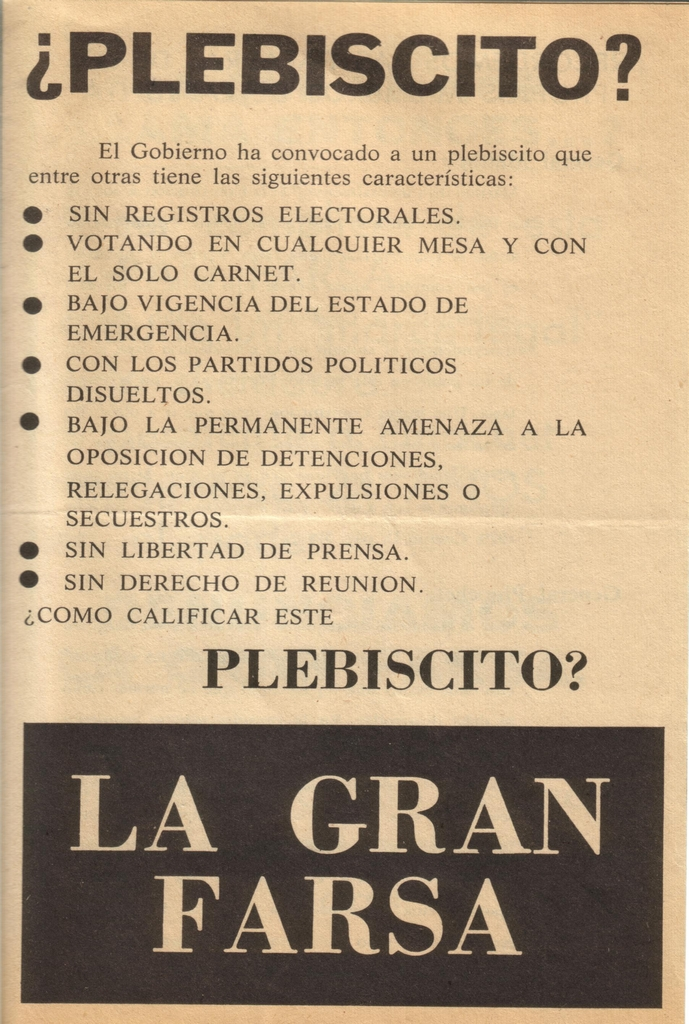
Cartel publicitario en contra de la realización del plebsicito alegando irregularidades.

En la convocatoria, realizada mediante el Decreto Ley 3465 publicado en el Diario Oficial de la República de Chile el 12 de agosto de 1980, tuvieron derecho a votar los chilenos mayores de 18 años, incluyendo analfabetos y no videntes, y los extranjeros mayores de esa edad que tuviesen residencia legal en Chile, la que se acreditaba mediante la respectiva cédula de identidad de extranjería. La participación fue obligatoria, salvo respecto de los que se encontraban impedidos física o mentalmente, o privados de libertad en establecimientos carcelarios o penitenciarios.
Para ejercer el derecho a voto se exigió como único documento la cédula de identidad expedida por el Servicio de Registro Civil e Identificación, cualquiera fuese su fecha de vencimiento. Al momento de emitir el sufragio un integrante de la mesa receptora de sufragios le pegaba un sello adhesivo a la cédula de identidad. Dicha situación se debía a que no existían registros electorales, ya que estos fueron caducados mediante un decreto de la Junta Militar emitido el 13 de noviembre de 1973 y que autorizaba a la Dirección del Registro Electoral para inutilizar dichos archivos, lo que resultó en su destrucción en julio de 1974.

## Campaña

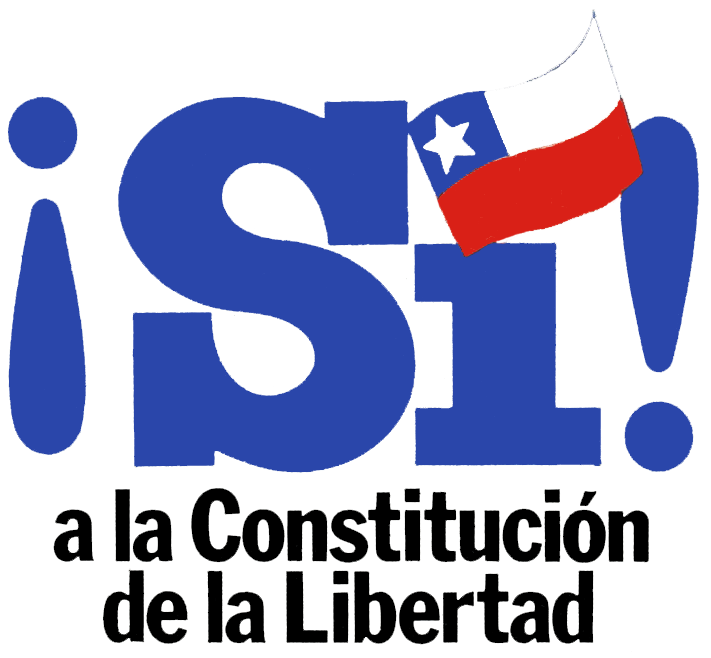
Símbolo de la opción "Sí".

Esta se dio en una situación bastante irregular. Mientras que la dictadura, además de utilizar los clásicos afiches y esquelas llamando a la ciudadanía a votar por la opción Sí, utilizó breves spots comerciales de televisión, de no más de 1 minuto, para promover el voto afirmativo en el plebiscito, la oposición, liderada para estos efectos por el expresidente Eduardo Frei Montalva, sólo pudo realizar pequeñas manifestaciones en la vía pública, sin acceso a la televisión, y con limitado acceso a la radio.
La Junta Militar basó su campaña fundamentalmente en la exaltación de valores patrióticos así como en la recuperación económica que en las cifras vivía el país desde la llegada de los militares al poder. En cambio, la oposición acusaba de abusos al mando militar, llamando al país a votar «No» y con ello conseguir elecciones presidenciales abiertas a la brevedad.

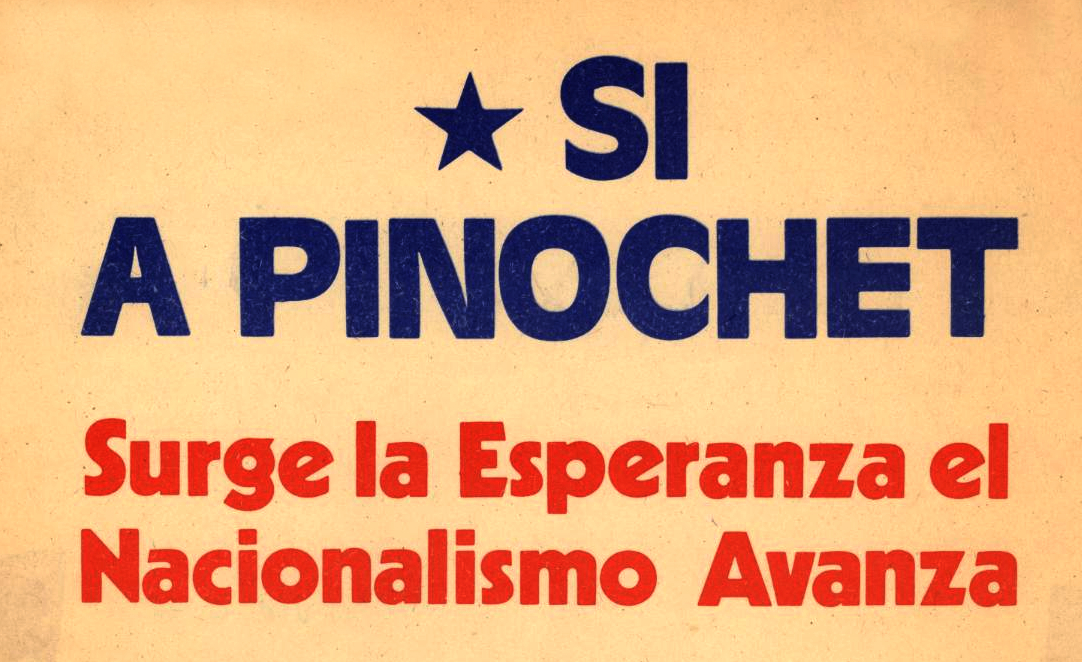
Panfleto de apoyo a la opción "Sí".

La manifestación opositora más importante fue el llamado «Caupolicanazo», multitudinario evento realizado en el Teatro Caupolicán de Santiago el 27 de agosto de 1980, que constituyó la primera manifestación opositora, en forma, durante el régimen militar chileno. El principal orador de la jornada fue Eduardo Frei Montalva, quien hizo un llamado a nuevas elecciones, abiertas, en discordancia con lo propuesto por la Junta Militar. El mensaje fue transmitido por Radio Cooperativa. Como contestación, el general Pinochet dio al día siguiente un multitudinario discurso en las calles del centro de Santiago transmitido a todo el país.

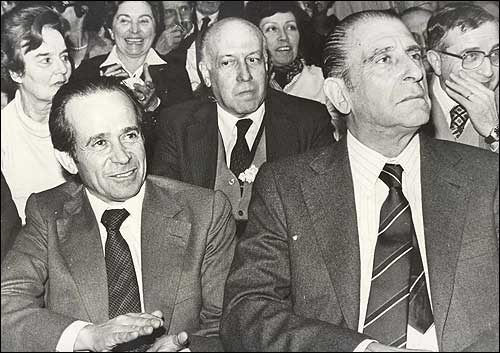
Eduardo Frei Montalva junto a Andrés Zaldívar durante el Caupolicanazo.

El 1 de septiembre el diario La Segunda publicó una encuesta de la empresa Gallup que le daba a la opción «Sí» el 50.7% de las preferencias.
El símbolo de la campaña del «Sí» era una estrella de cinco puntas, que también apareció en el voto frente a dicha opción. El «No» fue representado en el voto por un círculo.

## Día de la elección
Los canales de televisión de Santiago cubrieron el plebiscito a lo largo de la jornada. Televisión Nacional de Chile (TVN) inició sus transmisiones a las 8:00 con un informativo presentado por Raúl Matas y Raquel Argandoña, y durante la jornada estuvieron acompañados en el estudio con Carmen Puelma y Rodolfo Herrera, además de Pablo Aguilera y Gabriela Velasco en el locutorio. Canal 13 entregó cuatro informativos de una hora a las 9:00, 13:00, 16:30 y 20:30, además de una edición especial de Almorzando en el Trece; Claudio Sánchez informó desde el Edificio Diego Portales, mientras que Hernán Olguín y Bernardo de la Maza se encontraban en los estudios entregando las informaciones recopiladas a través de 15 equipos técnicos. Teleonce estrenó en dicha jornada su unidad móvil exclusiva para el Departamento de Prensa, consistente en un equipo de microondas equipado con 2 cámaras y que podía transmitir en un radio de 30 km.

## Resultados

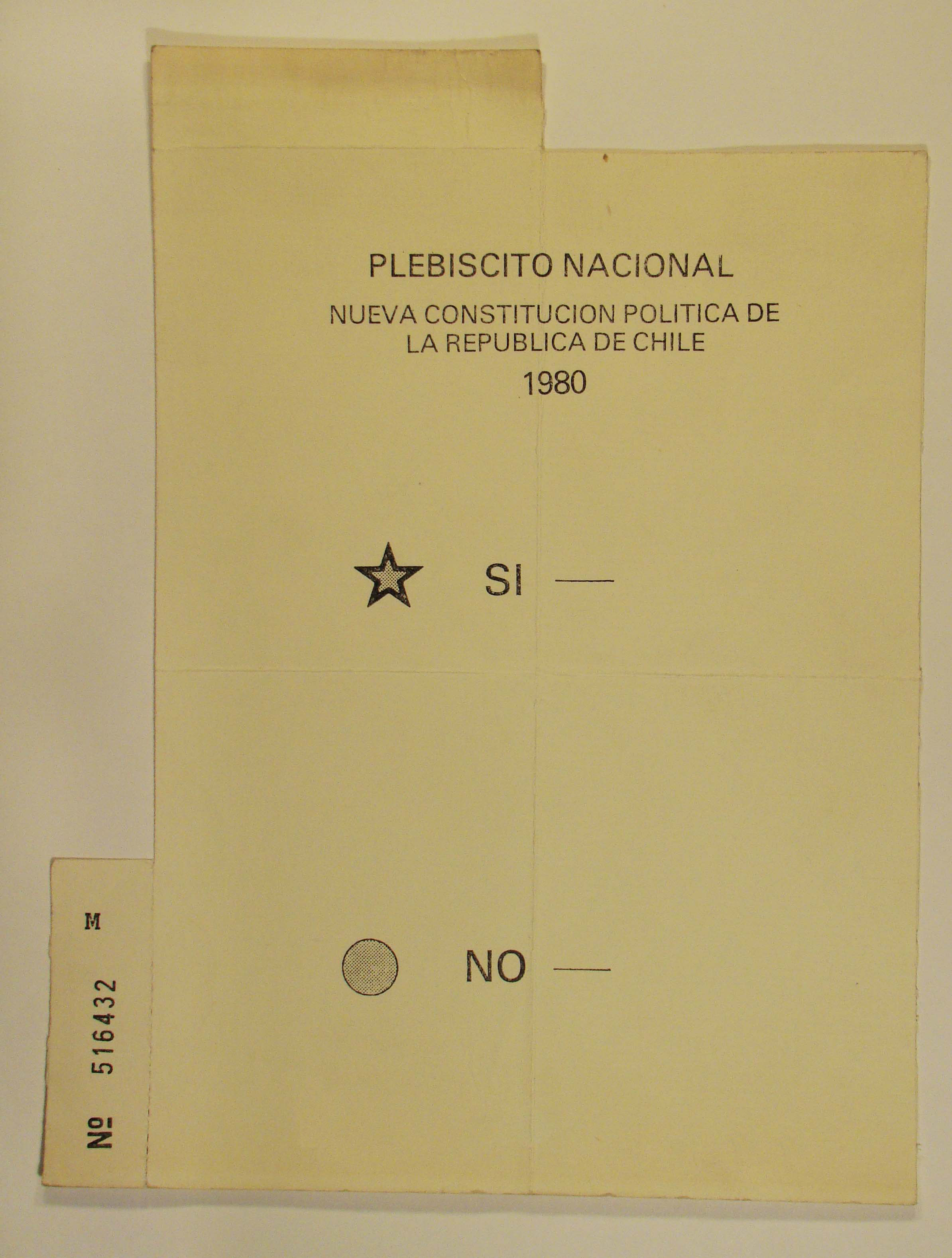
Voto utilizado en el plebiscito.

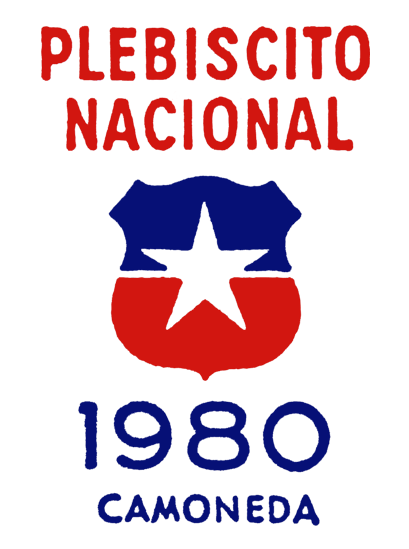
Sello adhesivo utilizado para marcar las cédulas de identidad de los votantes que ya sufragaron.

Los resultados proporcionados por el Colegio Escrutador Nacional el 15 de octubre de 1980 fueron los siguientes:

### Resultados nacionales
| Opción                         | Votos     | %      |
| ------------------------------ | --------- | ------ |
| Voto «Sí»                      | 4 121 067 | 65,71% |
| Votos en blanco                | 83 812    | 1,34%  |
| Total «Sí»                     | 4 204 879 | 67,04% |
| Voto «No»                      | 1 893 420 | 30,19% |
| Votos nulos                    | 173 569   | 2,77%  |
| Total votos emitidos           | 6 271 868 | 100%   |
| Fuente: Silva Bascuñán (1997). |           |        |

1. 1 2  Los votos blancos se contabilizaron a favor de la opción Sí.
2. ↑  Sobre el total de votos emitidos.

### Resultados por regiones
| Región                               | Región                                  | «Sí»      | «Sí»    | «Sí»  | «No»      | %     |
| Región                               | Región                                  | «Sí»      | Blancos | %     | «No»      | %     |
| ------------------------------------ | --------------------------------------- | --------- | ------- | ----- | --------- | ----- |
| I                                    | Tarapacá                                | 99 708    | 3640    | 66.31 | 52 509    | 33.69 |
| II                                   | Antofagasta                             | 120 061   | 3713    | 65.21 | 66 031    | 34.79 |
| III                                  | Atacama                                 | 67 900    | 2064    | 69.46 | 30 762    | 30.54 |
| IV                                   | Coquimbo                                | 162 420   | 3213    | 77.78 | 47 305    | 22.22 |
| V                                    | Valparaíso                              | 463 061   | 9587    | 67.84 | 224 049   | 32.16 |
| VI                                   | Lib. Gral. Bernardo O'Higgins           | 224 846   | 3558    | 75.45 | 74 293    | 24.55 |
| VII                                  | Maule                                   | 307 048   | 5449    | 80.13 | 77 462    | 19.87 |
| VIII                                 | Biobío                                  | 525 226   | 9242    | 66.87 | 244 790   | 33.13 |
| IX                                   | La Araucanía                            | 276 772   | 2837    | 80.34 | 68 416    | 19.66 |
| X                                    | Los Lagos                               | 324 318   | 6100    | 78.98 | 87 895    | 21.02 |
| XI                                   | Aysén del Gral. Carlos Ibáñez del Campo | 22 863    | 313     | 68.04 | 10 882    | 31.96 |
| XII                                  | Magallanes y la Antártica Chilena       | 46 082    | 1267    | 61.95 | 29 074    | 38.05 |
| RM                                   | Metropolitana de Santiago               | 1 480 792 | 32 829  | 63.23 | 879 982   | 36.77 |
| Total                                | Total                                   | 4 121 067 | 83 812  | 68.95 | 1 893 420 | 31.05 |
| Fuente: Colegio Escrutador Nacional. |                                         |           |         |       |           |       |

### Por mesas de varones y mujeres
| Opción                         | Votos     | Votos  | Votos     | Votos  |
| Opción                         | Varones   | %      | Mujeres   | %      |
| ------------------------------ | --------- | ------ | --------- | ------ |
| Voto «Sí»                      | 1 878 995 | 61.02% | 2 242 072 | 70.23% |
| Votos en blanco                | 45 543    | 1.48%  | 38 269    | 1.20%  |
| Total «Sí»                     | 1 924 538 | 62.50% | 2 280 341 | 71.43% |
| Voto «No»                      | 1 072 264 | 34.82% | 821 156   | 25.72% |
| Votos nulos                    | 82 674    | 2.68%  | 90 895    | 2.85%  |
| Total de votos válidos         | 3 079 476 | 49.10% | 3 192 392 | 50.90% |
| Fuente: Silva Bascuñán (1997). |           |        |           |        |

## Consecuencias

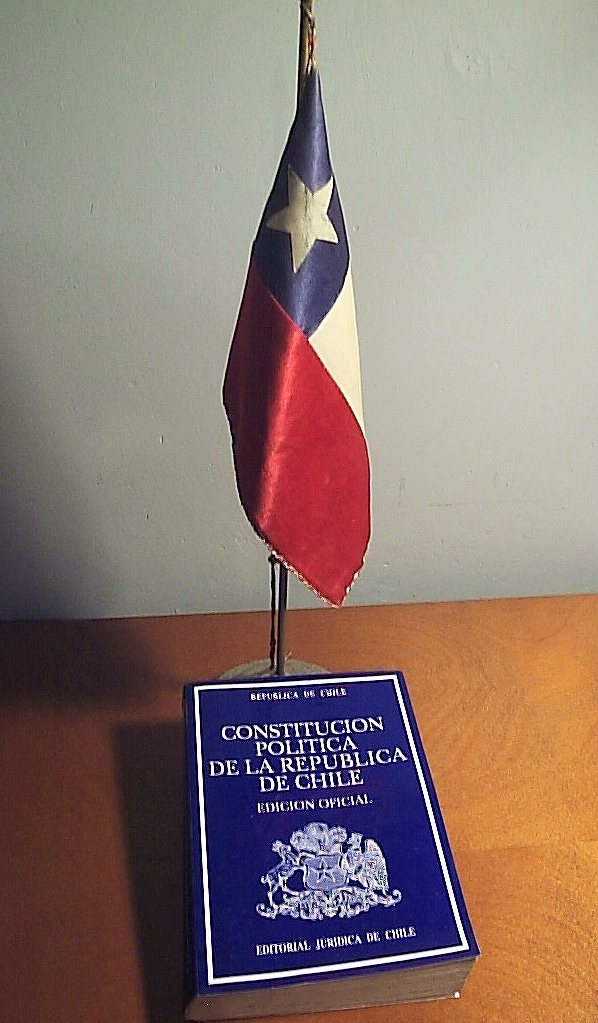
Bandera y Constitución de la República de Chile.

Con los resultados del plebiscito, se dio como aprobada la Constitución de 1980, siendo su texto promulgado el 21 de octubre de 1980, y se confirmó en el cargo de presidente a Augusto Pinochet hasta el 11 de marzo de 1989 –en virtud de la disposición transitoria decimocuarta del mismo texto constitucional–.
La nueva constitución comenzó a regir el miércoles 11 de marzo de 1981. Desde esa fecha se inició un período transitorio de ocho años durante el cual el general Augusto Pinochet se desempeñaría como Presidente de la República y la Junta de Gobierno ejercería el poder constituyente —sujeto a referéndum— y legislativo.
La limpieza del acto electoral y su resultado fueron fuertemente criticados por sectores de oposición, y por ello la legitimidad de la constitución fue cuestionada. Posteriores procesos de reforma (la de 1989, consensuada por el gobierno, la derecha y la oposición y aprobada mediante el —incuestionado— plebiscito de 1989, y la reforma de 2005, consensuada por todos los sectores políticos en el Congreso) sirvieron para legitimar políticamente la constitución.[cita requerida]

### Acusaciones de fraude
Los resultados del plebiscito fueron objetados por la oposición política, encabezada por el exsenador Patricio Aylwin, más otros 46 personeros, argumentando que esta no había contado con registros electorales y que sólo se había controlado el voto con una marca de tinta indeleble en el dedo pulgar que salía rápidamente. Estas críticas fueron rechazadas por el Colegio Escrutador Nacional, compuesto por el contralor general de la República, Osvaldo Iturriaga; el ministro de la Corte de Apelaciones de Santiago, Arnoldo Dreyse; y el secretario de la Corte Suprema, René Pica. En Antofagasta, el exdiputado y exalcalde Juan Floreal Recabarren denunció la posibilidad de votar numerosas veces al retirar el sello adhesivo de su cédula de identidad (entregado cuando sufragó por primera vez ese día) y limpiando su dedo pulgar de la tinta indeleble, siendo posteriormente detenido por las autoridades.
Otras de las acusaciones de fraude tienen relación con el hecho de que los alcaldes de la época (designados por la dictadura) realizaron el sorteo para definir a los vocales de cada mesa receptora de sufragios, las cuales estuvieron compuestas exclusivamente por simpatizantes del régimen e incluso por colaboradores pertenecientes a grandes empresas como Soprole, Mingo, Neut Latour Forestal, Banco de Chile, BHC, Lan Chile, Banco Sud Americano y Embotelladora Andina, entre otras. Tampoco existió la figura de los apoderados de mesa, por lo que la oposición no tuvo acceso a supervisar el proceso electoral.
En diciembre de 1987 la revista Cauce publicó un informe elaborado por Eduardo Hamuy en conjunto con la Academia de Humanismo Cristiano donde se recopilaron observaciones hechas en 981 mesas del Gran Santiago para el día del plebiscito de 1980, en las cuales se constataron numerosos casos de fraude en los que votos por el «No» o nulos se sumaban a la opción «Sí», personas que votaron más de una vez, falta de coincidencia entre el número de colillas numeradas y el total de votos emitidos, escrutinios realizados sin presencia de público que pudiera supervisar, entre otras situaciones irregulares.
En junio de 2012 Jorgelino Vergara, exagente de la DINA y la CNI, reveló que se le ordenó a más de 3000 miembros de dicha institución votar más de una vez en el plebiscito, concurriendo a diferentes locales de votación durante la jornada.